# Cidade ideal

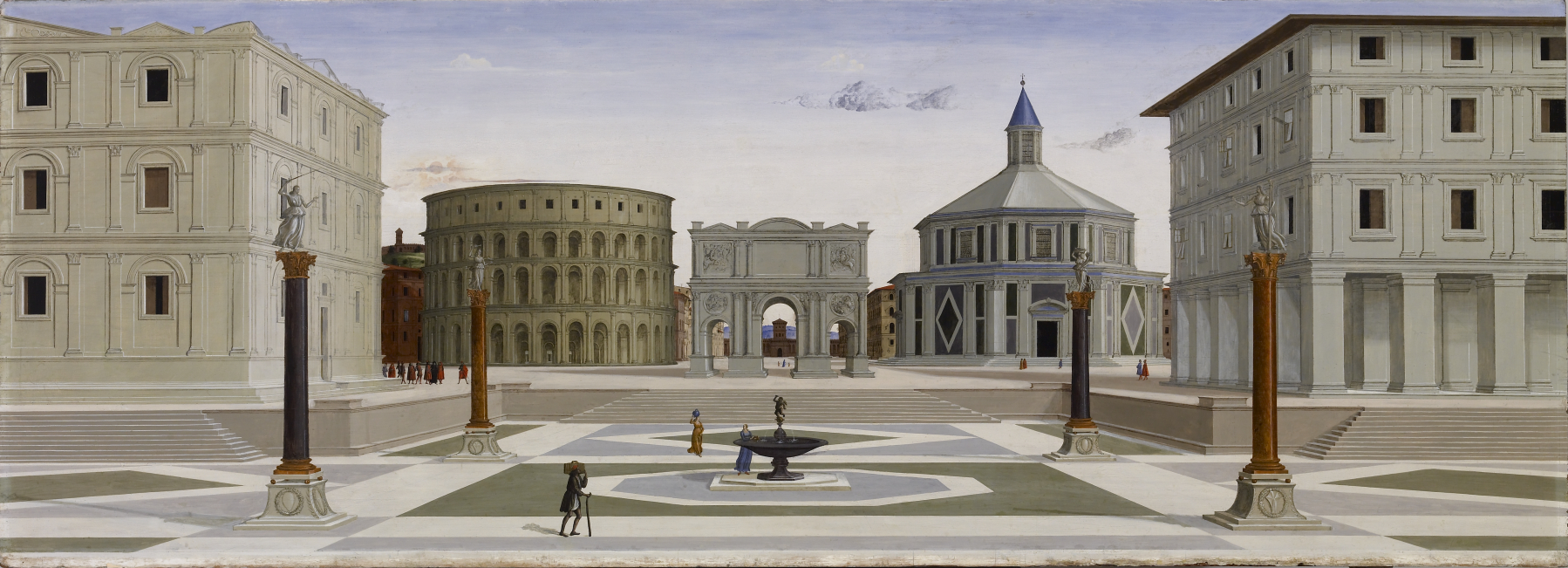
Uma das representação pictóricas do conceito: A Cidade Ideal (fins do sec. XV), pintado pelo florentino Fra Carnevale, conservado no Walters Art Museum de Baltimore.

A cidade ideal é o conceito de um assentamento urbano — planejado ou apenas idealizado, raramente consumado — cujo projecto urbanístico reflecte, segundo um esquema essencialmente geométrico, critérios e princípios abstractos de racionalidade, ou uma "abordagem científica", característica que é frequentemente escoltada por uma tensão ideal e filosófica, ou um forte carácter utópico.

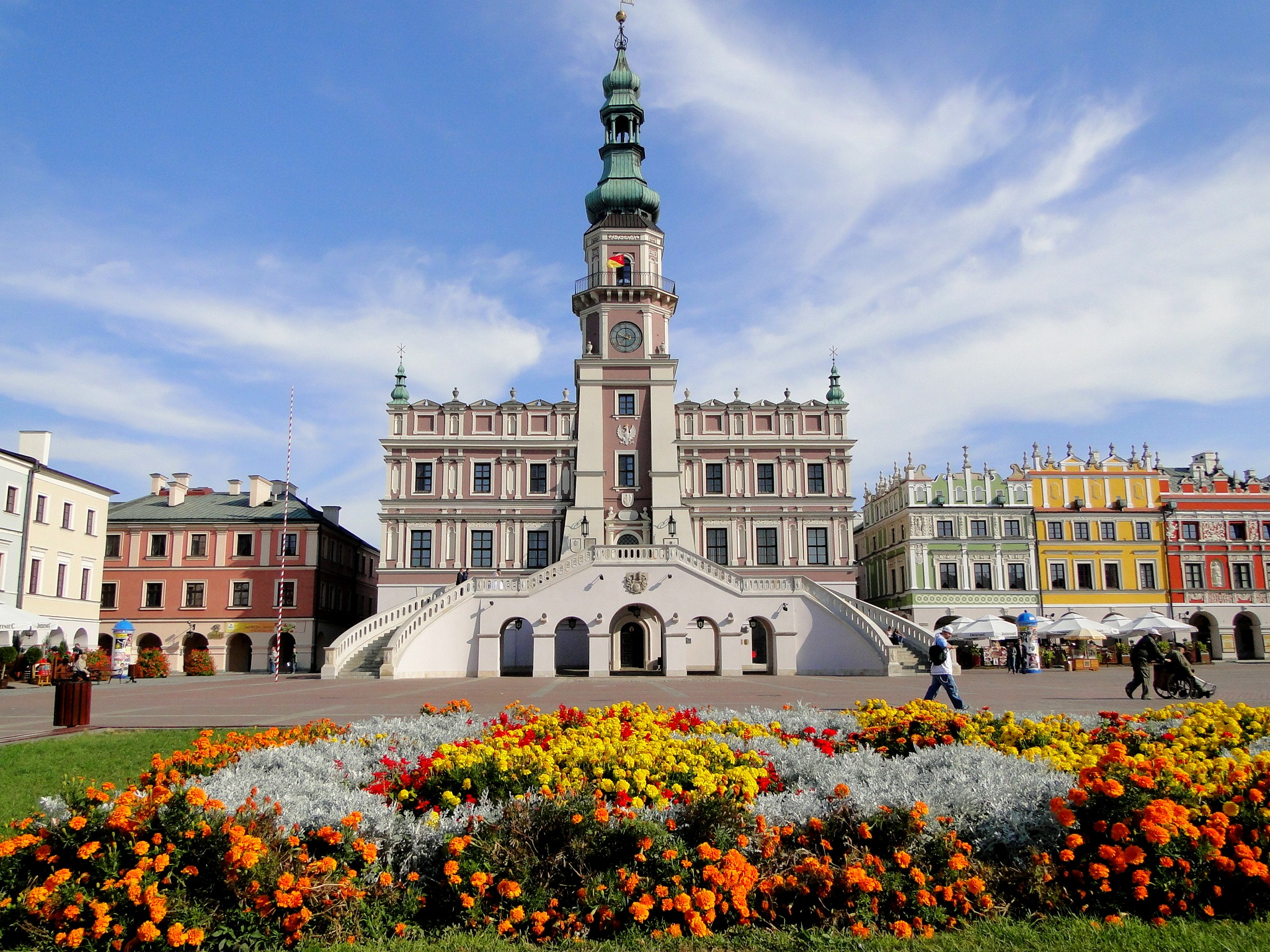
A Cidade Velha de Zamość (Polônia), construída como uma cidade ideal, agora um Patrimônio Mundial da UNESCO.

O tema da cidade ideal, pode considerar-se como motivo que acompanhou toda a história da humanidade urbanizada, fins da antiguidade, reflectindo particular vigor no Renascimento, em que a cidade, após o declínio da "antiguidade e superado o interlúdio feudal e medieval, irrompe novamente para um carácter central numa posição privilegiada no qual se estabelece a ação histórica do homem.
Desde o século XV, a experiência teórica e o debate sobre a "cidade ideal" foram efectivamente intensivos, mesmo perante a ausência de obras e produções reais, uma das formas de maior inspiração, sobre o qual se concentraria a reflexão da arte, da arquitetura e do urbanismo no renascimento, que ambicionava conjugar as necessidades funcionais e sensibilidade estética, uma aspiração que reúnia os principais traços característicos daquelas época.